# Иран на Светском првенству у атлетици на отвореном 2013.
Иран је учествовао на Светском првенству у атлетици на отвореном 2013. одржаном у Москви од 10. до 18. августа једанаести пут. Иран је пријавио 6 такмичара (5 мушкараца и 1 жена) који су требало да се такмиче у  четири дисциплине. Међутим један такмичар у бацању диска није био у стартној листи тако да је ову репрезентацију представљало 5 такмичара (4 мушкарца и 1 жена)..
Дана 20. септембра 2013. ИААФ је објавила списак од 7 спортиста који су дисквалификовани јер су позитивно тестирани на забрањене супстанце током првенства. Међу њима био је и ходач Ирана на 20 км, који је био позитиван на еритропоетин (EPO).
На овом првенству Иран није освојио ниједну медаљу нити је остварен неки рекорд.

## Учесници
| Мушкарци: - Реза Гасеми — 100 м - Хасан Тафтијан — 100 м - Ebrahim Rahimian — 20 км ходање - Мухамед Самими — Бацање диска | Жене: - Лејла Раџаби — Бацање кугле |  |

## Резултати

### Мушкарци
| Атлетичар        | Дисциплина   | Лични рекорд | Предтакмичење | Предтакмичење | Квалификације | Квалификације | Полуфинале            | Полуфинале            | Финале                | Финале       | Детаљи |
| Атлетичар        | Дисциплина   | Лични рекорд | Резултат      | Место         | Резултат      | Место         | Резултат              | Место                 | Резултат              | Место        | Детаљи |
| ---------------- | ------------ | ------------ | ------------- | ------------- | ------------- | ------------- | --------------------- | --------------------- | --------------------- | ------------ | ------ |
| Реза Гасеми      | 100 м        | 10,16        | слободни      | слободни      | 10,46         | 6. у гр. 5    | Нису се квалификовали | Нису се квалификовали | Нису се квалификовали | 41 / 54 (56) |        |
| Хасан Тафтијан   | 100 м        | 10,15 НР     | слободни      | слободни      | 10,57         | 8. у гр. 6    | Нису се квалификовали | Нису се квалификовали | Нису се квалификовали | 48 / 54 (56) |        |
| Ebrahim Rahimian | 20 км ходање | 1:24:01 НР   |               |               |               |               |                       |                       | Диск.                 | Диск.        |        |
| Мухамед Самими   | Бацање диска | 64,67        |               |               | 57,77         | 15. у гр. А   |                       |                       | Није се квалификовао  | 28 / 30      |        |

### Жене
| Атлетичарка  | Дисциплина   | Лични рекорд | Квалификације   | Квалификације   | Полуфинале | Полуфинале | Финале                | Финале                | Детаљи |
| Атлетичарка  | Дисциплина   | Лични рекорд | Резултат        | Место           | Резултат   | Место      | Резултат              | Место                 | Детаљи |
| ------------ | ------------ | ------------ | --------------- | --------------- | ---------- | ---------- | --------------------- | --------------------- | ------ |
| Лејла Раџаби | Бацање кугле | 18,18 НР     | Није стартовала | Није стартовала |            |            | Није се квалификовала | Није се квалификовала |        |